# Ian Van Dahl
Ian Van Dahl – belgijski zespół dance istniejący w latach 2000-2008. 

## Historia
Grupa Ian Van Dahl zasłynęła latem 2001 roku hitem Castles in the Sky nagranym wspólnie z Marusha. Utwór dotarł do 3. miejsca brytyjskiego zestawienia UK Singles Chart. Jest to największy sukces zespołu. Kolejne dwa single: Will I? i Reason również znalazły się w pierwszej dziesiątce listy. W 2002 roku ukazał się debiutancki, studyjny album zatytułowany 'Ace'. Płyta po zaledwie trzech tygodniach stała się złotą na Wyspach Brytyjskich. Dwa lata później grupa wydała swój drugi krążek Lost and Found. Pochodzące z niego utwory Where Are You Now? i Inspiration uplasowały się na amerykańskich listach przebojów takich jak: Hot Dance Airplay czy Hot Dance Club Play. Ostatni przebój Ian Van Dahl to Just a Girl. Jest to ich największy hit w Polsce, a także jeden z największych przebojów lata 2007. W styczniu 2008 roku projekt zakończył działalność na rzecz solowej kariery Coenen.
Członkowie: piosenkarka – Annemie Coenen, Peter Luts, David Vervoort oraz dwaj producenci: Christophe Chantzis i Erik Vanspauwen. Luts i Vervoort współpracują także z grupą Lasgo.

## Dyskografia

### Albumy
- 2002: Ace
- 2004: Lost and Found

### Single
- 2000: Castles in the Sky (feat. Marusha)
- 2001: Will I?
- 2002: Reason
- 2002: Try
- 2003: Secret Love
- 2003: I Can't Let You Go
- 2004: Believe
- 2004: Where Are You Now?
- 2004: Inspiration
- 2006: Movin' On
- 2007: Just a Girl